# Индийско-монгольские отношения
Индийско-монгольские отношения — двусторонние дипломатические отношения между Индией и Монголией. Отношения были установлены 24 декабря 1955 года. Двусторонний товарооборот в 2019 году составил 38,1 млн долларов, из которых 37,1 млн долларов пришлись на индийские поставки.
Индия является членом ШОС, в то время как Монголия имеет статус наблюдателя. 

## История
Дипломатические отношения между Индией и Монголией были установлены 24 декабря 1955 года.
В 1959 году Ю. Цеденбал посетил Индию.
В 1973 году Ю. Цеденбал посетил Индию.
В 1988 году Монголию посетил президент Индии Р. Венкатараман.
В феврале 1994 года Индию посетил президент Монголии П. Очирбат.
В 2001 году Индию посетил президент Монголии Н. Багабанди.
В 2004 году Индию посетил президент Монголии Н. Энхбаяр.
В 2009 году Индию посетил президент Монголии Ц. Элбэгдорж.
В июле 2011 года Монголию посетила президент Индии П. Патил.
В мае 2015 года Монголию посетил премьер-министр Индии Н. Моди.
В 2019 году Индию посетил президент Монголии Х. Баттулга.

## Экономические отношения
Двусторонний товарооборот был невелик — в 2015 году он составил 20,6 млн долларов, что было 0,24 % внешнеторгового оборота Монголии. В 2019 году двусторонний товарооборот составил 38,1 млн долларов, что было 0,27 % внешнеторгового оборота Монголии В 2019 году монгольский экспорт в Индию составил 1,2 млн долларов, а индийские поставки в Монголию составили 37,1 млн долларов. В 2018 году в Монголии было начато строительство нефтеперерабатывающего завода, спонсированное индийским банком.

## Военное сотрудничество
С 2004 года Индия и Монголия стали ежегодно проводить военные учения «Кочующий слон». С 2006 года индийские военнослужащие стали принимать участие в учениях «В поисках хана» в Монголии.

## Образовательное сотрудничество
Около 3 тысяч граждан Монголии прошли обучение в Индии по индийской государственной стипендиальной программе.